# 1988 VN3
1988 VN3 är en asteroid i huvudbältet som upptäcktes den 11 november 1988 av den japanska astronomen Yoshiaki Oshima vid Gekko-observatoriet.
Asteroiden har en diameter på ungefär 2 kilometer och den tillhör asteroidgruppen Levin.